# Martin Juhls
Martin Juhls (* 1977 in Lünen) ist ein deutscher Musiker, DJ und Labeltreiber. Seine Veröffentlichungen als Musiker unter seinem bürgerlichen Namen und den Pseudonymen Falter, Krill.Minima, Marsen Jules und Wildach Sonnerkraut umfassen zahlreiche Spielarten der elektronischen Musik, von Ambient über Dub-Techno bis zu Minimal House.

## Leben
Juhls begann noch in seiner Heimatstadt Lünen mit dem DJing und hatte im Lüner Kultur- und Aktionszentrum Lükaz eine Veranstaltungsreihe.
Seit dem Jahr 2000 arbeitete Juhls in der Programm- und Produktionsleitung des Dortmunder Club-Cosmotopia. Im Jahr 2002 erschien mit der Taumelflug EP seine erste MP3-Veröffentlichung beim Frankfurter Netlabel Thinner. Von 2003 bis 2006 war Juhls als Co-Organisator für das Label tätig.
Bereits 2003 erschien unter dem Pseudonym Marsen Jules mit Lazy Sunday Funerals sein erstes Album beim Thinner-Sublabel Autoplate. Die Mehrzahl seiner Veröffentlichungen erschien in der Folge unter der Creative-Commons-Lizenz, die Juhls für einen sehr zeitgemäßen Weg der Lizenzierung von Musik hält. Es folgten weitere Veröffentlichungen auf verschiedenen Labeln, darunter die Alben Herbstlaub (2005) und Les Fleur (2006) auf dem deutsch-britischen Electronica-Label City Centre Offices.
Im Jahr 2007 war Juhls für das deutsche Goethe-Institut als Kulturbotschafter tätig. In Estland präsentierte er mit dem Techno-DJ Riley Reinhold „Electronische Musik aus Nordrhein-Westfalen“.
2007 und 2009 wurde je eines seiner Marsen-Jules-Stücke für die renommierte Pop Ambient-Kompilation des Kölner Labels Kompakt ausgewählt.
Seit 2009 betreibt Juhls mit Oktaf sein eigenes Label. Erste Veröffentlichung war das Marsen-Jules-Album Yara.
Mit den Zwillingsbrüdern Anwar Alam und Jan-Phillip Alam an der Geige und am Klavier tritt Juhls seit 2011 als Marsen Jules Trio auf, dass live eine Mischung aus Ambient und klassischer Musik präsentiert. Im Februar 2011 erschien mit Les Fleurs Variations die erste Veröffentlichung des Marsen Jules Trios.

## Diskographie

### Alben
- 2003: Marsen Jules – Lazy Sunday Funerals (MP3-Album; Autoplate)
- 2004: Marsen Jules – Yara (Native State Records)
- 2005: Marsen Jules – Herbstlaub (City Centre Offices)
- 2006: Marsen Jules – Les Fleurs (City Centre Offices)
- 2007: Marsen Jules – Golden (Genesungswerk)
- 2007: Krill.Minima – Nautica (Native State Records)
- 2007: Krill.Minima – Urlaub Auf Balkonien (MP3-Album; Thinner)
- 2009: Marsen Jules – Yara (Oktaf)
- 2011: Marsen Jules – Nostalgia (Oktaf)
- 2013: Marsen Jules – The Endless Change of Colour (12k)
- 2013: Marsen Jules Trio – Présence Acousmatique  (Oktaf)
- 2013: Krill.Minima – Sekundenschlaf (Psychonavigation Records)
- 2014: Marsen Jules – Sinfonietta (Dronarivm)
- 2014: Marsen Jules – Beautyfear (Oktaf)
- 2014: Marsen Jules – At GRM (Oktaf)
- 2014: Marsen Jules – The Empire Of Silence (Oktaf)
- 2016: Marsen Jules – Shadows In Time (Oktaf)
- 2018: Marsen Jules – The End of Words (Self-released)
- 2020: Krill.Minima – Krill.Minima Live Archives 2000–2010 (Self-released)

### Singles und EPs
- 2002: Falter – Taumelflug EP (MP3-EP, Autoplate)
- 2003: Krill.Minima – Kalamar.Kalmar (Genesungswerk)
- 2003: Krill.Minima – Zwischen Zwei Und Einer Sekunde (MP3-EP, Thinner)
- 2004: Krill.Minima – Borkenkaefer (MP3-EP, Stadtgruen)
- 2004: Krill.Minima – Radiodub EP (MP3-EP, Miasmah)
- 2006: Krill.Minima – Macrofun 4 (Microcosm Music)
- 2011: Marsen Jules Trio – Les Fleurs Variations (Oktaf)